# Et nous irons au bout du monde
Et nous irons au bout du monde est un roman de Pierre Barret et Jean-Noël Gurgand paru en 1979.

## Résumé
Guilhem part en pèlerinage à Compostelle tandis que des milliers d'enfants partent en croisade et que Philippe Auguste combat les Plantagenêt pour agrandir son royaume (bataille de Bouvines).